# Mythimna turcella
Mythimna turcella là một loài bướm đêm trong họ Noctuidae.